# Космово (Вологодская область)
Космово — деревня в Междуреченском районе Вологодской области.
Входит в состав Сухонского сельского поселения, с точки зрения административно-территориального деления — в Сухонский сельсовет.
Расстояние до районного центра Шуйского по автодороге — 3,5 км. Ближайшие населённые пункты — Лопотово, Ишково, Паньково.
По переписи 2002 года население — 44 человека (23 мужчины, 21 женщина). Преобладающая национальность — русские (84 %).